# Marinko Čabo
Marinko Čabo (Jabuka, Trilj, 11. studenoga 1955.), slavni hrvatski boksač i kickboksač, legenda je borilačkih sportova, a ostat će zapamćen kao prvi profesionalni svjetski prvak u kickboxingu.

## Sportska karijera
Jedan je od prvih kickboksača u Jugoslaviji, u karijeri je imao 360 amaterskih mečeva te 73 profesionalna i u svima njima ostao je neporažen. Profesionalnu karijeru započeo je 1985. godine u Berlinu, a zaključio ju je u Düsseldorfu 2005. godine nokautom u osmoj rundi. To je bio 73. meč i 73. pobjeda u profesionalnom kickboxingu.
U profesionalnoj borilačkoj karijeri postigao je sve što se može postići. Ujedinio je svjetske naslove i osvojio tri svjetska pojasa, odnosno bio je svjetski prvak u tri saveza, a prije toga bio je prvak bivše Jugoslavije, Hrvatske, Europe i svijeta.

## Uloga u Domovinskom ratu
Marinko Čabo se u svibnju 1991. godine aktivno uključio u obranu domovine. Bio je pripadnik specijalne policije Splita, ustrojio je Vojnu policiju Sinja, a tri godine je bio pripadnik i proslavljene 4. gardijske brigade.

Specijalistička obuka diverzanata, snajperista i ostalih hrvatskih elitnih postrojbi odvijala se u vrletima planine Kamešnice pod budnim okom zapovjednika Marinka Čabe.
Borbena obuka brzih elitnih jedinica Hrvatske vojske skrojena po iznimno rigoroznim programima nekih od najjačih gerilskih postrojbi svijeta bila je organizirana pod vodstvom zapovjednika kampa i borbenog sektora Marinka Čabe, a na inicijativu osnivača i prvog zapovjednika 4. gardijske brigade, generala Ive Jelića.
Nadmorska visina od oko tisuću i pol metara, čist zrak i planinski reljef bili su idealni uvjeti za insceniranje mogućih borbenih situacija te specijalističku obuku diverzanata i snajperista u okolnostima kada je do izražaja dolazila njihova snaga i uvježbanost.
Specifična realna obuka sa svim dostupnim borbenim sredstvima zasnivala se na dinamičnoj izmjeni lokacija kampova te obuci diverzanata za brze akcije malih i efektivnih jedinica te brze proboje kroz neprijateljske položaje.
Obuka se u tom burnom i neizvjesnom periodu odvijala u neposrednoj blizini prve crte bojišnice i s pravim naoružanjem te je u bilo kojem trenu bila spremna prerasti u akciju, bitku ili rat.
Zahvaljujući zapovjednicima 4. gardijske brigade, generalima Jeliću i Šundovu te zapovjedniku brigade i bojišnice Livna Stanku Vrgoču, kao ujedno i velikom razumijevanju iskusnog ratnika Joze Sikirice koji je velikim trudom ustrojio kompletnu specijalnu policiju, u ovaj kamp su na obuku došle postrojbe svih brigada vojne i specijalne policije.
Zajedničkim naporima oni su pripremili hrvatske vojnike na izazove koji su ih čekali na prvoj liniji i osposobili ih za izvođenje i najsloženijih operacija te takvim promišljenim potezima i uvježbanim djelovanjem spriječili mnogobrojne nepotrebne žrtve.
Obuku na Kamešnici prošlo je više od pet tisuća hrvatskih vojnika, ponajviše pripadnika livanjske brigade Petar Krešimir IV., ali i posuških bojovnika kao i mnogih drugih iz svih krajeva Herceg-Bosne.
Marinko Čabo također je i brojnim zapovjednicima omogućio zaštitu od strane obučenih tjelohranitelja kao i potporu specijalne policije pri ustroju brigada u tim teškim i izazovnim okolnostima.

## Prvo prvenstvo Hrvatske u kickboxingu
General Ivo Jelić, utemeljitelj i prvi zapovjednik legendarne udarne 4. gardijske brigade te Jozo Sikirica, zapovjednik Specijalne jedinice policije Splita, i u najtežim trenutcima hrvatske povijesti imali su razumijevanja za sport i shvaćali su njegov veliki značaj i ključnu ulogu u izgradnji zajedništva i uzdizanju morala hrvatskog naroda.
Na njihov zahtjev i uz njihovu veliku potporu 1. veljače 1992. godine održano je prvo prvenstvo Hrvatske u kickboxingu u Mugendo Centru u Jabuci. Najveći broj sudionika bili su borci koji su odradili borbe i odmah se vratili na bojišta.

## Mugendo Centar
Marinko Čabo je 1989. godine u Jabuci kod Trilja utemeljio centar borilačkih sportova koji djeluje pri Karate klubu Cetinka iz Trilja čiji je on trener i potpredsjednik.
U sklopu Mugendo Centra se osim prostora za vježbanje, teretane i saune nalaze i vanjski ring u idiličnoj prirodi s gledalištem za održavanje revijalnih borbi, zog za balote te ugostiteljski objekt od nekoliko prostora ukrašenih brojnim fotografijama i peharima iz najboljih sportskih dana prvog profesionalnog prvaka u kickboxingu. 
Mugendo Centar proglašen je jednim od deset najboljih centara za obuku u svijetu te se u njemu redovito okupljaju brojna poznata imena iz svijeta borilačkih sportova i održavaju borilačke priredbe.

## Glazba, film i kazalište
O burnom sportskom, ratnom i ljubavnom životu Marinka Čabe snimljen je biografski dokumentarno-igrani erotski film naziva "Čovik s planine".
Marinko Čabo uz sportsku i glumačku gradi i pjevačku karijeru. Za sada iza sebe ima tri pjesme - "Trilj u srcu", "Voljena ženo" i "Istina će uvijek biti prava", a u tijeku je i snimanje albuma koji nosi isti naziv kao i njegov autobiografski film.
Bio je prvi car Dioklecijan na Danima Dioklecijana koje organizira splitska Turistička zajednica, a u mladosti je također igrao i u brojnim kazališnim predstavama, između ostalih i Bakonju fra Brnu.

## Vanjske poveznice
- Službena Facebook stranica Marinka Čabe
- Službeni Instagram profil Marinka Čabe